# تلخاب (سوسن)
تلخ‌آب (ایذه)، روستایی از توابع بخش مرکزی شهرستان ایذه در استان خوزستان ایران است.

## جمعیت
این روستا در دهستان سوسن شرقی قرار دارد و براساس سرشماری مرکز آمار ایران در سال ۱۳۸۵، جمعیت آن ۱۵۸ نفر (۳۳خانوار) بوده‌است.